# Diocesi di Ondo
La diocesi di Ondo (in latino Dioecesis Ondoensis) è una sede della Chiesa cattolica in Nigeria suffraganea dell'arcidiocesi di Ibadan. Nel 2023 contava 177.248 battezzati su 3.796.600 abitanti. È retta dal vescovo Jude Ayodeji Arogundade.

## Territorio
La diocesi comprende lo stato nigeriano di Ondo.
Sede vescovile è la città di Akure, dove si trova la cattedrale del Sacro Cuore di Gesù.
Il territorio è suddiviso in 64 parrocchie.

## Storia
Il vicariato apostolico di Ondo-Ilorin fu eretto il 12 gennaio 1943 con la bolla Ut in Nigeria di papa Pio XII, ricavandone il territorio dai vicariati apostolici della Costa di Benin (oggi arcidiocesi di Lagos) e della Nigeria occidentale (oggi arcidiocesi di Benin City).
Il 18 aprile 1950 per effetto della bolla Laeto accepimus dello stesso papa Pio XII il vicariato apostolico è stato elevato a diocesi e ha assunto il nome attuale. Originariamente era suffraganea dell'arcidiocesi di Lagos.
Il 20 gennaio 1960 e il 30 luglio 1972 ha ceduto porzioni del suo territorio a vantaggio dell'erezione rispettivamente della prefettura apostolica di Ilorin (oggi diocesi) e della diocesi di Ado-Ekiti (oggi diocesi di Ekiti).
Il 26 marzo 1994 è entrata a far parte della provincia ecclesiastica dell'arcidiocesi di Ibadan.
Il 5 giugno 2022 nella chiesa di San Francesco Saverio di Owo un attentato compiuto anche con esplosivi durante la Messa di Pentecoste ha provocato la morte di decine di fedeli e il ferimento di numerosi altri.

## Cronotassi dei vescovi
Si omettono i periodi di sede vacante non superiori ai 2 anni o non storicamente accertati.
- Thomas Hughes, S.M.A. † (12 gennaio 1943 - 17 aprile 1957 deceduto)
- William Richard Field, S.M.A. † (16 gennaio 1958 - 31 maggio 1976 dimesso)
- Francis Folorunsho Clement Alonge (31 maggio 1976 - 26 novembre 2010 ritirato)
- Jude Ayodeji Arogundade, succeduto il 26 novembre 2010

## Statistiche
La diocesi nel 2023 su una popolazione di 3.796.600 persone contava 177.248 battezzati, corrispondenti al 4,7% del totale.
| anno | popolazione | popolazione | popolazione | presbiteri | presbiteri | presbiteri | presbiteri                | diaconi | religiosi | religiosi | parrocchie |
| anno | battezzati  | totale      | %           | numero     | secolari   | regolari   | battezzati per presbitero | diaconi | uomini    | donne     | parrocchie |
| ---- | ----------- | ----------- | ----------- | ---------- | ---------- | ---------- | ------------------------- | ------- | --------- | --------- | ---------- |
| 1970 | 100.316     | 2.836.466   | 3,5         | 38         | 7          | 31         | 2.639                     |         | 42        | 41        |            |
| 1980 | 72.000      | 1.717.000   | 4,2         | 19         | 5          | 14         | 3.789                     |         | 24        | 35        | 12         |
| 1990 | 112.000     | 2.256.000   | 5,0         | 30         | 15         | 15         | 3.733                     |         | 29        | 40        | 18         |
| 1999 | 190.200     | 3.265.450   | 5,8         | 45         | 32         | 13         | 4.226                     |         | 23        | 52        | 31         |
| 2000 | 193.430     | 3.385.990   | 5,7         | 45         | 33         | 12         | 4.298                     |         | 25        | 60        | 33         |
| 2001 | 196.800     | 3.509.700   | 5,6         | 52         | 40         | 12         | 3.784                     |         | 24        | 62        | 33         |
| 2002 | 197.750     | 3.520.030   | 5,6         | 47         | 34         | 13         | 4.207                     |         | 27        | 58        | 34         |
| 2003 | 198.343     | 3.530.590   | 5,6         | 47         | 34         | 13         | 4.220                     |         | 30        | 60        | 43         |
| 2004 | 198.722     | 3.674.692   | 5,4         | 58         | 43         | 15         | 3.426                     |         | 36        | 63        | 45         |
| 2013 | 325.000     | 4.867.000   | 6,7         | 79         | 68         | 11         | 4.113                     |         | 32        | 54        | 53         |
| 2016 | 270.713     | 4.120.000   | 6,6         | 88         | 77         | 11         | 3.076                     |         | 31        | 47        | 57         |
| 2019 | 170.954     | 3.460.877   | 4,9         | 97         | 86         | 11         | 1.762                     |         | 27        | 53        | 57         |
| 2021 | 174.148     | 3.666.330   | 4,7         | 108        | 99         | 9          | 1.612                     |         | 18        | 51        | 60         |
| 2023 | 177.248     | 3.796.600   | 4,7         | 111        | 102        | 9          | 1.596                     |         | 18        | 52        | 64         |